# Melkersson-Rosenthal-Syndrom
Das Melkersson-Rosenthal-Syndrom (MRS, Synonym Orofaziale Granulomatose) ist eine seltene idiopathische entzündliche Erkrankung mit den drei Leitsymptomen Faltenzunge (Lingua plicata), Cheilitis granulomatosa sowie Fazialislähmung.

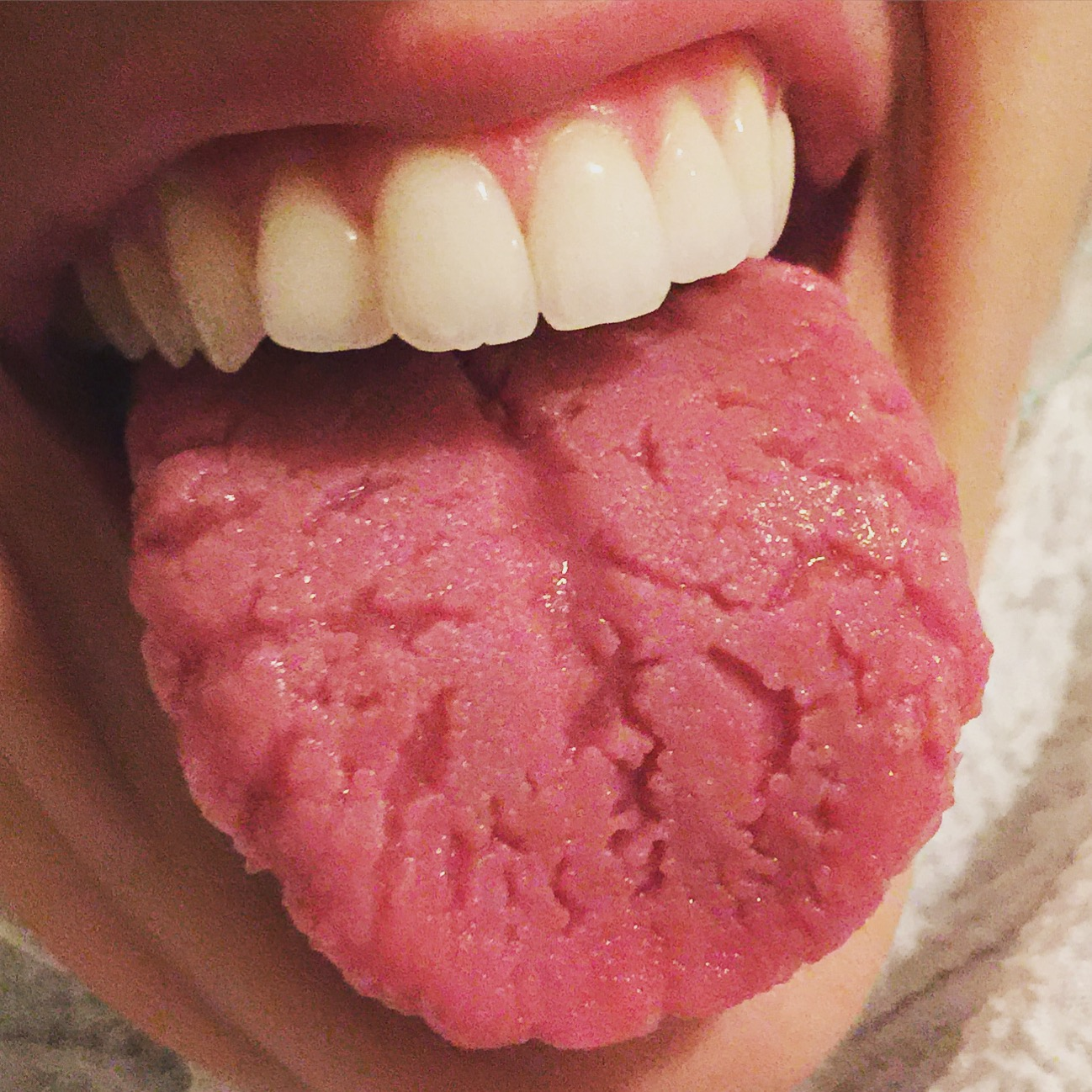
Lingua plicata mit einer verstärkte längs- und/oder querverlaufende Faltenbildung

Bell’sche Parese mit Lähmung der rechten Gesichtsmuskulatur (im Bild links)

Die Namensbezeichnung bezieht sich auf den Schweden Ernst Melkersson (1898–1932) und dem in Breslau geborenen Arzt Curt Rosenthal (1892–1937).
Das Syndrom ist nicht zu verwechseln mit dem Rosenthal-Klöpfer-Syndrom.

## Verbreitung und Ursache
Die Häufigkeit wird auf 8 zu 10.000 geschätzt, die Ursache ist nicht bekannt, es wird zu einem Teil eine erbliche Prädisposition (autosomal-dominant) vermutet.
Bisher nachgewiesene Mutationen wurden auf Chromosom 9 Genort p11 lokalisiert.

Autosomal dominanter Erbgang beim Melkersson-Rosenthal-Syndrom

## Klinische Erscheinungen
Klinische Kriterien sind:
- Krankheitsbeginn in Kindheit oder früher Adoleszenz
- verstärkt gefurchte Zunge (Lingua plicata)
- anfallsartig auftretende Schwellungen im Bereich der Lippen, durch vergrößerte Lippenspeicheldrüsen (als Cheilitis granulomatosa) bzw. des Gesichts (Bereich der Augen, Wangen, Stirn oder Gaumen[3]) mit granulomatöser Entzündung (Arteriitis).
- anfallsartig auftretende periphere Fazialislähmung nur in 10 % der Fälle (verursacht durch eine Schwellung des Nervus facialis im Canalis n. VII). Eine Parese tritt jedoch gar nicht oder erst sehr viel später auf. Eine Trias trifft man nur in seltenen Fällen an. Meist ist es ein monosymptomatischer Verlauf (als Cheilitis granulomatosa).

## Differentialdiagnose
Abzugrenzen sind rezidivierende Erysipele, Herpes-simplex-Infektionen, Furunkel der Oberlippe, Makrocheilie und Angioödeme, auch das Ascher-Syndrom.

## Verlauf
Im Allgemeinen tritt eine spontane Remission ein, es besteht allerdings eine Neigung zu Rezidiven. Es besteht eine gehäufte Assoziation zum Morbus Crohn und vereinzelt auch zur Sarkoidose.

## Therapie
Die Behandlung besteht aus der intraläsionalen Glukokortikoid-Injektion (bei starker Schwellung) sowie der Gabe von Clofazimin (Thesen 2005) oder Dapson (beides eigentlich Lepramittel). Es gibt einzelne Berichte über Heilerfolge mit Thalidomid.
Bei leichten Schwellungen hilft Kortison z. B. Prednisolon (1 mg/KG Körpergewicht) für 2 Wochen.
Eventuell kann eine Operation in Betracht gezogen werden, um kosmetisch oder mechanisch störende Zustände zu beheben.